# Вил Сальден
Вил Салден (нидерл. Salden, Martinus Wilhelmus; род. 14 июня 1950, Оббихт, Нидерланды) — пианист, руководитель Оркестра Гленна Миллера.

## Биография
Вил Салден родился в Оббихте (Голландия) 14 июня 1950 года. С 1967 по 1972 год он учился игре на фортепиано в музыкальном училище в Маастрихте, изучал также игру на аккордеоне и музыковедение. Ещё учась в колледже, он неоднократно выступал с различными группами. Вскоре Вил Салден основал свою собственную группу, но играл как пианист в различных международных биг-бендах.

## Оркестр
В 1978 году Вил Салден создал собственный оркестр, который в дальнейшем получил лицензию на оригинальное название Glenn Miller Orchestra. С 1985 года он гастролирует со своим оркестром по Европе. За это время оркестр дал 3450 концертов, собравших аудиторию более 3,9 миллионов человек.